# Petr Kučera

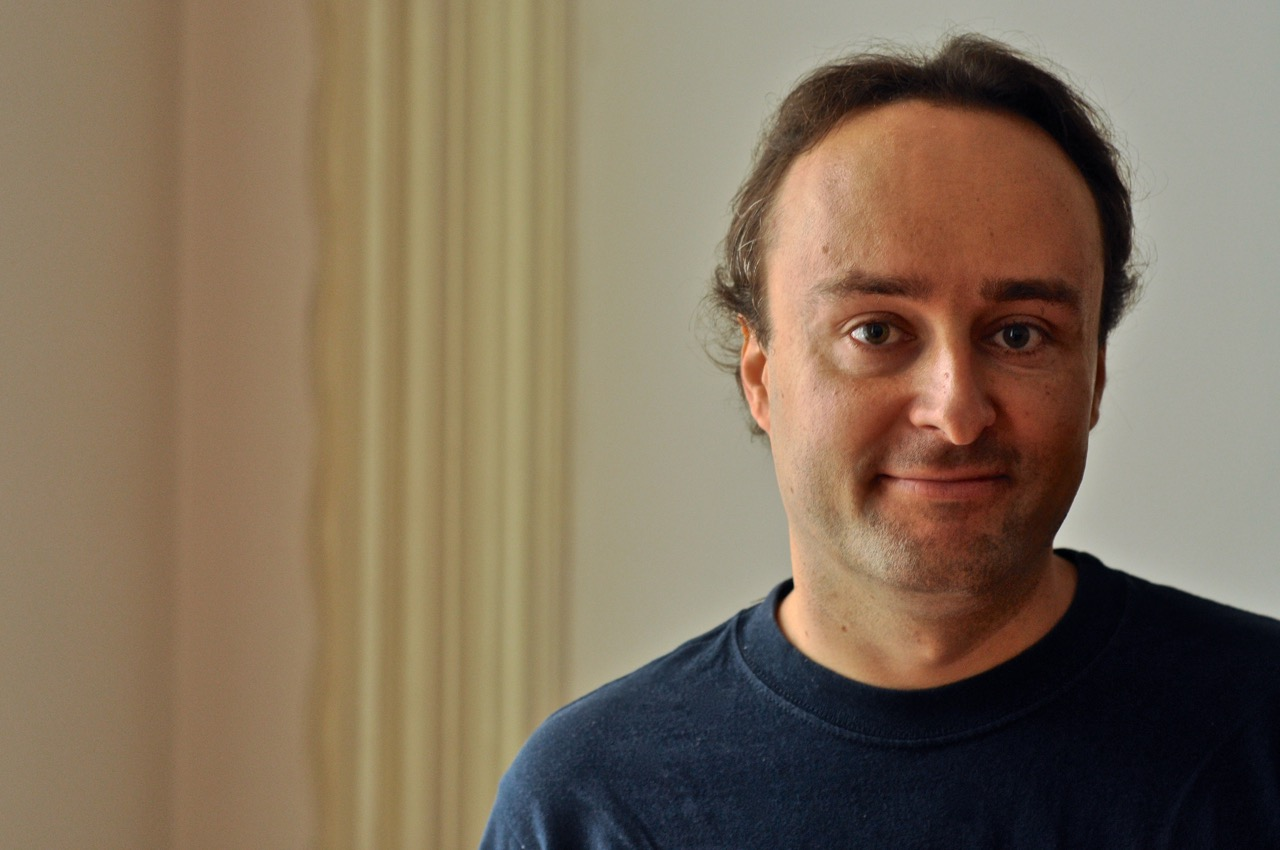
Petr Kučera (2014)

Petr Kučera (* 1978) ist ein tschechischer Turkologe.

## Leben
Er erwarb 2002 den Magister in Turkologie und Islamwissenschaft an der Karls-Universität Prag. Danach setzte er seine Studien als Stipendiat an der Universität Ankara, Boğaziçi Üniversitesi und Princeton University fort. Zurück in Prag promovierte er dort 2008 in Theorie und Geschichte asiatischer und afrikanischer Literaturen und war danach als wissenschaftlicher Mitarbeiter tätig. Von 2016 bis 2021 war er Juniorprofessor für Turkologie an der Universität Hamburg. Seit 2021 ist er Professor für Turkologische Literaturwissenschaft an der JGU Mainz.
Kučera forscht insbesondere in den Bereichen spätosmanische und moderne türkische Literatur, Kulturgeschichte, Reiseberichte und literarische Übersetzungen. Für seine Übersetzungen von Orhan Pamuks Romanen ins Tschechische erhielt er mehrere Auszeichnungen, darunter den Magnesia-Litera-Preis für die beste Übersetzung des Jahres.

## Schriften (Auswahl)
- Na hranicích modernity: západ a východ v turecké próze od Tanzimatu po hnutí Modrá Anatolie. On the Borders of Modernity: West and East in Turkish Prose from the Tanzimat Period until the Blue Anatolia Movement [Dissertation]. Prag 2008. https://dspace.cuni.cz/handle/20.500.11956/14221.
- Podrobná gramatika turečtiny. Brno 2014
  - gekürzte polnische Übersetzung: Gramatyka języka tureckiego. Kraków 2018.
- mit Jitka Malečková: Z Istanbulu až na konec světa: osmanské cestopisy přelomu 19. a 20. století. Prag 2019.
  - gekürzte englische Fassung: "Out of Istanbul: Late Ottoman Men and Women on Western Countries, the Arab Provinces and Themselves". Archiv Orientální. Quarterly Journal of African and Asian Studies 89/3, 2022, S. 615–655.
- Texts, Contexts, Intertexts. Studies in Honor of Orhan Pamuk. Baden-Baden 2022. (Hrsg. mit Julian Rentzsch).
- Selected Studies on Genre in Middle Eastern Literatures: From Epics to Novels. Newcastle upon Tyne 2023. (Hrsg. mit Hülya Çelik).
- Becoming Ottoman: Converts, Renegades and Competing Loyalties in the Early Modern and Modern Ages. London 2025. (Hrsg. mit Yavuz Köse und Tobias Völker).